# Кадай I
Кадай (Каде) I (*д/н — 1277) — 18-й маї (володар) імперії Канем в 1248—1277 роках. Підкорив Феццан.

## Життєпис
Походив з династії Сейфуа. Син маї Дунами II та представниці роду Магомі. Після смерті батька 1248 року посів трон. З самого початку вступив у конфлікт зі зведеним братом Бірі, що спирався на осіблі народи імперії.
Продовжив загарбницьку політику, повністю підкоривши область Феццан. Встановив політичний та військовий союз з державою Хафсідів, відправивши тамтешньому халіфу Мухаммад I у подарунок жирафу. Гарні стосунки з Хафсідами забезпечувало доступ торгівців з Канему до середземноморських портів.
У другій половині панування стикнувся з численними повстаннями на півдні — в районі держав хауса. Під час однією з кампаній з приборкання повсталих Кадай загинув. Трон спадкував його брат Бірі II.